# Ludovic Turpin
Ludovic Turpin (Laval (Mayenne), 22 maart 1975) is een Frans voormalig wielrenner. Turpin was voornamelijk een knecht. Hij was beroepsrenner van 1999 tot 2011 en reed vrijwel zijn gehele carrière bij Casino, Ag2r Prévoyance en opvolger AG2R La Mondiale. 

## Belangrijkste overwinningen
2003
- 2e etappe Route du Sud
- 3e etappe Ronde van de Ain

2004
- 2e etappe Omloop van de Sarthe

2006
- 5e etappe Dauphiné Libéré

2007
- 1e etappe Omloop van Lotharingen

2009
- 3e etappe deel A Ronde van de Ain

## Resultaten in voornaamste wedstrijden
| Jaar | Ronde van Italië | Ronde van Frankrijk | Ronde van Spanje |
| ---- | ---------------- | ------------------- | ---------------- |
| 2000 |                  |                     |                  |
| 2001 |                  | 78e                 |                  |
| 2002 |                  | 71e                 |                  |
| 2003 |                  | 91e                 |                  |
| 2004 |                  |                     |                  |
| 2005 |                  | 96e                 |                  |
| 2006 |                  |                     |                  |
| 2007 |                  | 44e                 | 20e              |
| 2009 |                  |                     | 64e              |
| 2010 | 67e              |                     | 21e              |
| 2011 |                  |                     |                  |

| Jaar | Milaan-San Remo | Amstel Gold Race | Luik-Bast.‑Luik | Ronde van Lombardije | Waalse Pijl |  | WK op de weg |  | Wereldranglijsten |
| ---- | --------------- | ---------------- | --------------- | -------------------- | ----------- |  | ------------ |  | ----------------- |
| 2000 |                 | 103e             | 104e            |                      |             |  |              |  |                   |
| 2001 |                 |                  |                 |                      |             |  | 87e          |  |                   |
| 2002 |                 |                  |                 |                      |             |  |              |  |                   |
| 2003 | 115e            |                  |                 |                      |             |  |              |  |                   |
| 2004 |                 |                  |                 |                      | 113e        |  |              |  |                   |
| 2005 |                 |                  |                 |                      | 72e         |  |              |  |                   |
| 2006 | 162e            |                  |                 |                      |             |  |              |  | 182e (UPT)        |
| 2007 |                 |                  |                 |                      | 71e         |  | 41e          |  | 206e (UPT)        |
| 2009 |                 |                  |                 |                      |             |  |              |  | 214e (UWK)        |
| 2010 |                 |                  |                 | 26e                  |             |  |              |  |                   |
| 2011 |                 |                  | 38e             |                      | 81e         |  |              |  |                   |